# Bao'an-Hakka
Bao'an-Hakka is een Hakka dialect dat oorspronkelijk werd gesproken in heel Shenzhen. Door migratie van fabrieksarbeiders naar het gebied en door onderwijs, beperkt het dialect zich nu tot de plattelandsgebieden Bao'an en Longgang. In de stadsdistricten van Shenzhen wordt alleen in de dorpen nog Hakka gesproken. Het Dapenghua, dat gesproken wordt op het schiereiland Dapengbandao, is sterk beïnvloed door dit dialect.
- Sino-Tibetaanse talen
  - Chinese talen
    - Hakka
      - Bao'an-Hakka

## Uitspraakvoorbeeldjes
Hieronder volgen enkele voorbeelden van Bao'an- en Hongkong-Hakka en Hongkong-Kantonees met Nederlandse uitspraak. Wanneer er een Chinees karakter staat, geldt het karakter ook voor de andere dialecten, tenzij er een ander staat. De uitspraken in het Bao'an-Hakka eindigen altijd op de volgende letters: h, j, n, ng, m, w en alle klinkers. De andere letters zijn bij de uitspraak niet te horen.
| Nederlands                                          | Bao'an-Hakka | Hongkong-Hakka      | Hongkong-Kantonees                                       |                      |
| --------------------------------------------------- | --- | ------------------- | -------------------------------------------------------- | -------------------- |
| cijfers (één tot vijf) (zes tot tien)               | yik（一）, ngíé（二）, sa(a)m（三）, sie（四）, hmm*（五）, lo(k)（六）, tjsih（七）, pbaah（八）, kiw（九）, sib（十） | ?, Ngie, ?, ?, Siep | jap, jie, saam, shee, mm*, loe(k), tsah, baah, kauw, sap |                      |
| ik                                                  | ngaai（我） | aai                 | ngoh                                                     |                      |
| mijn                                                | ngaa（我） | ?                   | ngoh                                                     |                      |
| jij                                                 | ngie(你) | ?                   | léé                                                      |                      |
| jouw                                                | ngiè(你) | ?                   | léé                                                      |                      |
| hij/zij                                             | khie（佢） | kie                 | keu(j)                                                   |                      |
| zijn/haar                                           | kèèh（佢） | ?                   | keu(j)                                                   |                      |
| jongen                                              | naam tjaaj（男仔） | Láai Tzoe (??)      | laam chai（男仔）                                        |                      |
| meisje                                              | mooi tjaai（妹仔） | môoi dzaai          | leuj chai （女仔）                                       |                      |
| hallo                                               | tjsouw sin | ?                   | tjoow saan                                               |                      |
| tot zien                                            | tjaai ken（再見） | Chooi kjen          | tjooi kien                                               |                      |
| Hoe is het? Hoe gaat het (met jou)?                 | ngiè houw mouw (volledig: ngiè houw u?m houw(你好?好))                                                                  | ?                   | neej hoo uu?m hoo                                        |                      |
| Nee, niet                                           | eum, u?m, mm (Wordt ongeveer zo uitgesproken.)                                                                          |                     |                                                          |                      |
| Nederland                                           | hoh laan（荷蘭） | ?                   | hôh láan                                                 | afgeleid van Holland |
| Den Haag (officieel)                                | hooi ngaá（海牙） | ?                   | hóoi ngàa                                                |                      |
| Den Haag (uitgesproken door Chinezen in Nederland)  | den ha(k)（盯克） | ?                   | téng hak                                                 |                      |
| Amsterdam (officieel)                               | am moe soe dip dam（阿姆斯特丹）                                                                                        | ?                   | ám moo soé dip daam                                      |                      |
| Amsterdam (uitgesproken door Chinezen in Nederland) | aam soe（暗使） | ?                   | am sie                                                   |                      |
| Rotterdam (officieel)                               | loek tip dam（鹿特丹）                                                                                                  | ?                   | loek tap daam                                            |                      |
| Rotterdam (uitgesproken door Chinezen in Nederland) | la la dam（啦啦擔） | ?                   | Laa Laa Tam                                              |                      |
| sinterklaas                                         | sin taa kaa laa sie（升打加啦時）                                                                                       | ?                   | sin daan kaa laa sie                                     |                      |
| zwarte piet                                         | sie waa taa piek（時哇打撇）                                                                                            | ?                   | sìe wáa taá Piet                                         |                      |
| Kerst                                               | sín táan tjeh | ?                   | sing tàan tjiek                                          | letterl.= kerstfeest |
| Chinees Nieuwjaar                                   | tjong kgok sjin gnen(中國新年)                                                                                          | ?                   | tjóng kwok san nien                                      |                      |
| vakantie                                            | vong kaá | ?                   | voòng kaa                                                |                      |

(*) Wordt anders uitgesproken of lijkt op wat er geschreven is of niet mogelijk.